# Островская волость (Островский район)
Островская волость — муниципальное образование со статусом сельского поселения в Островском районе Псковской области Российской Федерации.
Административный центр — город Остров (который в волость не входит).

## География
Территория волости граничит на юге с Горайской волостью, на западе — с Бережанской волостью и городом  Остров, на востоке  — с Воронцовской волостью Островского района, на севере — с Палкинским, Псковским и Порховским районами Псковской области.

## Население
| 2016 | 2017  | 2018  | 2019  | 2020  | 2021  |
| ---- | ----- | ----- | ----- | ----- | ----- |
| 2151 | ↘2077 | ↘2020 | ↘1995 | ↘1942 | ↘1895 |

Суммарная численность населения Городищенской и Волковской волостей, объединённых в новообразованную Островскую волость, по состоянию на 1 января 2015 года составляла 2202 человека.

## Населённые пункты
В состав Островской волости входит 121 населённый пункт (деревня):
| №   | Населённый пункт  | Тип населённого пункта | Население |
| --- | ----------------- | ---------------------- | --------- |
| 1   | Авдятово          | деревня                | →3        |
| 2   | Алексеевка        | деревня                | ↘69       |
| 3   | Андроново         | деревня                | →0        |
| 4   | Аниткино          | деревня                | ↘0        |
| 5   | Асановщина        | деревня                | ↘1        |
| 6   | Астратово         | деревня                | ↘19       |
| 7   | Афонихино         | деревня                | →0        |
| 8   | Барашки           | деревня                | ↘3        |
| 9   | Бахарево          | деревня                | ↗6        |
| 10  | Бельково          | деревня                | →0        |
| 11  | Беляево           | деревня                | ↘21       |
| 12  | Березница         | деревня                | ↗11       |
| 13  | Березница         | деревня                | ↘7        |
| 14  | Бобыли            | деревня                | →0        |
| 15  | Большое Зуево     | деревня                | ↘0        |
| 16  | Большое Приезжево | деревня                | ↗222      |
| 17  | Брени             | деревня                | ↘6        |
| 18  | Вергино           | деревня                | ↘0        |
| 19  | Вишняки           | деревня                | ↗20       |
| 20  | Влазово           | деревня                | ↗199      |
| 21  | Волково           | деревня                | ↗8        |
| 22  | Глотово           | деревня                | ↘3        |
| 23  | Гнилище           | деревня                | ↘24       |
| 24  | Городище          | деревня                | ↗564      |
| 25  | Горяйново         | деревня                | →0        |
| 26  | Гришманы          | деревня                | →2        |
| 27  | Гудово            | деревня                | ↘3        |
| 28  | Гусаково          | деревня                | →0        |
| 29  | Дубровка          | деревня                | ↗6        |
| 30  | Дуловка           | деревня                | ↗247      |
| 31  | Духово            | деревня                | →1        |
| 32  | Ермохново         | деревня                | ↗7        |
| 33  | Жаворонково       | деревня                | →0        |
| 34  | Жележенье         | деревня                | ↘0        |
| 35  | Жеребьи           | деревня                | ↘0        |
| 36  | Житница           | деревня                | ↘0        |
| 37  | Заболотье         | деревня                | →0        |
| 38  | Замятлино         | деревня                | ↘3        |
| 39  | Зимари            | деревня                | ↘1        |
| 40  | Истомино          | деревня                | ↘4        |
| 41  | Каменка           | деревня                | →0        |
| 42  | Карпово           | деревня                | ↗585      |
| 43  | Кириллово         | деревня                | →2        |
| 44  | Кисели            | деревня                | ↘20       |
| 45  | Кожино            | деревня                | ↘1        |
| 46  | Козловичи         | деревня                | ↘0        |
| 47  | Кокотово          | деревня                | ↘4        |
| 48  | Красная Горка     | деревня                | →1        |
| 49  | Малинкино         | деревня                | ↘12       |
| 50  | Малое Зуевцо      | деревня                | →0        |
| 51  | Малое Приезжево   | деревня                | →0        |
| 52  | Маньково          | деревня                | →10       |
| 53  | Марково           | деревня                | ↗75       |
| 54  | Маслово           | деревня                | ↘1        |
| 55  | Митино            | деревня                | →2        |
| 56  | Мишково           | деревня                | ↘1        |
| 57  | Москвицы          | деревня                | →0        |
| 58  | Мотовилово        | деревня                | ↗1        |
| 59  | Мыза              | деревня                | →12       |
| 60  | Мяличино          | деревня                | ↗2        |
| 61  | Немоево           | деревня                | ↗8        |
| 62  | Нефедино          | деревня                | ↘37       |
| 63  | Новая             | деревня                | ↘0        |
| 64  | Новины            | деревня                | ↘0        |
| 65  | Новое Никольское  | деревня                | ↘14       |
| 66  | Облечихино        | деревня                | →0        |
| 67  | Овечкино          | деревня                | ↘0        |
| 68  | Овсеево           | деревня                | ↘0        |
| 69  | Озерово           | деревня                | →0        |
| 70  | Оловяшкино        | деревня                | ↘45       |
| 71  | Ольхи             | деревня                | ↘4        |
| 72  | Павлово           | деревня                | ↗4        |
| 73  | Пискуны           | деревня                | ↘4        |
| 74  | Плодопитомник     | деревня                | ↘52       |
| 75  | Погорелка         | деревня                | ↘0        |
| 76  | Подберезкино      | деревня                | ↘0        |
| 77  | Подберезье        | деревня                | →2        |
| 78  | Подъяблонька      | деревня                | →0        |
| 79  | Полозы            | деревня                | ↘1        |
| 80  | Поляки            | деревня                | ↗5        |
| 81  | Пригон            | деревня                | →0        |
| 82  | Протасьево        | деревня                | ↘8        |
| 83  | Пыляи             | деревня                | →0        |
| 84  | Радухино          | деревня                | ↘7        |
| 85  | Редкино           | деревня                | ↘5        |
| 86  | Романово          | деревня                | ↘0        |
| 87  | Рублево           | деревня                | ↗10       |
| 88  | Рудаки            | деревня                | ↘0        |
| 89  | Сачково           | деревня                | →0        |
| 90  | Свеклино          | деревня                | ↗18       |
| 91  | Сешкино           | деревня                | →0        |
| 92  | Синее Устье       | деревня                | →10       |
| 93  | Скоморохово       | деревня                | →2        |
| 94  | Скоморохово       | деревня                | ↘3        |
| 95  | Смехино           | деревня                | ↘13       |
| 96  | Снегири           | деревня                | ↗1        |
| 97  | Сопроново         | деревня                | →0        |
| 98  | Сосницы           | деревня                | ↘3        |
| 99  | Стадник           | деревня                | ↘11       |
| 100 | Столбово          | деревня                | →0        |
| 101 | Стрелецкое        | деревня                | ↘1        |
| 102 | Сухлово           | деревня                | ↘3        |
| 103 | Таделково         | деревня                | ↘1        |
| 104 | Тараканово        | деревня                | ↘0        |
| 105 | Тарасово          | деревня                | ↘0        |
| 106 | Телегино          | деревня                | ↘0        |
| 107 | Уласково          | деревня                | →0        |
| 108 | Уласово           | деревня                | →0        |
| 109 | Улеха             | деревня                | →0        |
| 110 | Усадище           | деревня                | ↘0        |
| 111 | Усадище           | деревня                | ↘9        |
| 112 | Фролёво           | деревня                | →0        |
| 113 | Хомутинино        | деревня                | →0        |
| 114 | Чертовидово       | деревня                | →7        |
| 115 | Шатуново          | деревня                | ↘1        |
| 116 | Шашки             | деревня                | ↘12       |
| 117 | Шенихово          | деревня                | ↗13       |
| 118 | Шипулинка         | деревня                | ↗6        |
| 119 | Шишелово          | деревня                | ↗1        |
| 120 | Шмойлы            | деревня                | ↗19       |
| 121 | Юшково            | деревня                | →0        |

3 октября 2019 года была упразднена деревня Таланы.

## История
Территория современной волости в 1927 году вошла в Островский район в виде ряда сельсоветов.
Указом Президиума Верховного Совета РСФСР от 16 июня 1954 года в Дуловский сельсовет был включён Дроздовский сельсовет, Волосовский — в Малоприезжинский сельсовет.
Решением Псковского облисполкома от 5 июля 1958 года Малоприезжинский сельсовет был упразднён и разделён между Волковским и Бережанским сельсоветам.
Решением Псковского облисполкома от 25 апреля 1960 года в  Волковский сельсовет были включены Красно-Ивановский и Немоевский сельсоветы, а также образован Городищенский сельсовет из части Волковского сельсовета и упразднённого Шашковского сельсовета.
Постановлением Псковского областного Собрания депутатов от 26 января 1995 года все сельсоветы в Псковской области были переименованы в волости, в том числе Волковский, Городищенский, Дуловский сельсоветы были превращены в Волковскую, Городищенскую, Дуловскую волости.
Законом Псковской области от 28 февраля 2005 года в границах Дуловской (д. Дуловка) и Волковской (д. Карпово) волостей было образовано муниципальное образование Волковская волость со статусом сельского поселения с 1 января 2006 года в составе муниципального образования Островский район со статусом муниципального района, также было образовано муниципальное образование Городищенская волость со статусом сельского поселения с 1 января 2006 года в составе муниципального образования Островский район со статусом муниципального района.
В апреле 2015 года путём объединения Городищенской и Волковской волостей была создана новообразованная Островская волость.